# Tăng Thành (xã)
Tăng Thành là một xã thuộc huyện Yên Thành, tỉnh Nghệ An, Việt Nam.

## Địa lý
Xã Tăng Thành nằm ở phía tây nam huyện Yên Thành, cách trung tâm huyện khoảng 2 km, có vị trí địa lý:
- Phía đông giáp các xã Long Thành, Nhân Thành, Hoa Thành
- Phía tây giáp xã Phúc Thành và xã Đồng Thành
- Phía nam giáp xã Xuân Thành và xã Long Thành
- Phía bắc giáp thị trấn Yên Thành và xã Văn Thành.

Xã Tăng Thành có diện tích 8,22 km², dân số năm 2019 là 7.249 người, mật độ dân số đạt 881 người/km².

## Hành chính
Xã Tăng Thành được chia thành 7 xóm: 1 (làng Trần Phú), 2 (làng Đồng Bung), 3 (làng Trung Nguyên), 4 (làng Bình Nguyên), 5 (làng Phúc Nguyên), 6 (làng Long Hồi), 7 (làng Tích Phúc).

## Lịch sử
Năm 1898, xã Tăng Thành ngày nay thuộc xã Quan Hóa (gồm 4 thôn: Xuân Nguyên, Phúc Tăng, Long Hồi, Tích Phúc), tổng Quan Hoá, huyện Yên Thành, phủ Diễn Châu.
Năm 1952, chia xã Quan Hóa thành hai xã Tăng Thành và xã Xuân Thành.
Ngày 25 tháng 3 năm 1953, thành lập xã Tăng Thành trên cơ sở một phần địa giới và dân số của xã Quan Hoá cũ.
Xã Tăng Thành gồm các làng: Long Hồi, Phúc Tăng, Tích Phúc và 1/3 làng Xuân Nguyên.
Ngày 4 tháng 4 năm 1986, Hội đồng Bộ trưởng ban hành Quyết định số 37-HĐBT về việc thành lập thị trấn Yên Thành trên cơ sở 69,15 ha diện tích tự nhiên và 1.089 nhân khẩu của Chòm 5, xã Tăng Thành.
Sau khi điều chỉnh địa giới hành chính, xã Tăng Thành còn 1.145,85 hécta diện tích tự nhiên với 3.667 nhân khẩu.
Ngày 12 tháng 7 năm 2019, HĐND tỉnh Nghệ An ban hành Nghị quyết số 08/NQ-HĐND về việc:
- Thành lập Xóm 3 trên cơ sở Xóm 3A và Xóm 3B.
- Sáp nhập một phần của Xóm 8 vào Xóm 4.
- Sáp nhập phần còn lại của Xóm 8 vào Xóm 5.